# Comic Relief
Comic Relief är en brittisk välgörenhetsorganisation som grundades 1985 av Richard Curtis, känd manusförfattare för filmer som Fyra bröllop och en begravning, Notting Hill och Love Actually samt tv-serierna Svarte orm, Mr. Bean och Ett herrans liv. Curtis grundade organisationen på grund av hungersnöden i Etiopien 1983–1985. Numera samlar man in pengar till länder i Afrika och behövande i Storbritannien. Idén till Comic Relief kom från Jane Tewson som då ledde ett brittiskt NGO-välgörenhetsprojekt och hon blev inspirerad av succén med de första fyra "Secret Policeman's Ball" (Världens knasigaste kväll) komedi-välgörenhetsshowerna för Amnesty International (1976–1981). 
En av grundprinciperna är "the Golden Pound Principle", där varje insamlat pund går direkt till välgörenhet och alla omkostnader sponsras av företag eller täcks upp av räntan på pengarna.

## Organisation
Comic Relief styrs av ett förtroenderåd och har dessutom en rad kommittéer som inkluderar professionella experter inom sina utvalda områden. Dessa ger kritiska råd och stöd i alla sina huvudsakliga affärsområden. Dessa grupper, the UK and International Grants Committees, Investment, Remuneration and Finance Committees och a Creative Board and Business Advisory Group är frivilliga. De ger stöd och kritisk granskning åt det heltidsanställda teamet. Det heltidsanställda teamet leds av en styrelseordförande och sex styrelseledamöter som tar ansvar för att genomföra den vision som styrelsen har utformat, och även att genomföra strategin, planeringen och utförandet av det dagliga arbetet. På samma sätt som alla organisationer, som menar allvar med att uppnå sina mål, har Comic Relief utformat strategier – i sitt fall ett- och fyraåriga planer och riktlinjer för ett tioårigt ramverk för sina långsiktiga ambitioner. 
Utöver det heltidsanställda teamets kontor har de sex avdelningar: Marketing, Business, Creative Communications, Innovation, Operations och Grants. Comic Relief har åtagit sig att effektivt förvalta alla medel de har till sitt förfogande och att uppnå bästa avkastning de kan få på sina investeringar i enlighet med den riskpolicy som uppsatts av förtroenderådet.

## Ekonomiskt ansvar
Comic Relief är medvetna om sin position som en organisation som har funnit en plats i medvetandet hos allmänheten. Med detta förtroende och stöd kommer stort ansvar, något som de ser oerhört allvarligt på. Med detta i åtanke är det på många sätt lika svårt och komplicerat att spendera pengar på ett vettigt sätt som det är att samla in dem. Comic relief övervakar och utvärderar effekterna av de gjorda investeringarna och bedriver forskning av olika slag för att säkerställa att behoven är de rätta och att de offentliga medel de ansvarar för verkligen gör så stor nytta som möjligt. 
Ett av de mest effektiva sätt att kontrollera att de utbetalda bidrag spenderas på rätt sätt är att sprida utbetalningarna. Genom att göra detta kan de hålla varje organisation direkt ansvarig och se till att varje bidragsdel har använts på det sätt den borde ha innan de sänder ut nästa. Deras utbetalningssystem i kombination med engagemang för långsiktiga bidrag ger dem även möjlighet att tjäna ränta på de medel de har. Detta i sin tur hjälper till att finansiera deras driftskostnader.
Comic Relief avser att se till att alla deras bidrag fortfarande är relevanta, och därför ser de över sina program vart fjärde år. Denna tidsram ger dem möjlighet att bedöma effekten av sina bidrag, bedöma insatserna de har gjort, ta hänsyn till förändringar i världen och applicera detta på ett systematiskt sätt till vad de ska göra härnäst.

## Red Nose Day
Red Nose Day är en helkväll på BBC där komiker är med och bidrar med nyskrivna sketcher, ståuppkomik och även som programledare. Namnet kommer från att man kan köpa röda näsor i olika storlekar, till sig själv eller till sin bil, där pengarna naturligtvis går till välgörenhet. Näsorna ser olika ut från år till år.
2007 års upplaga av Red Nose Day innehöll sketcher med Little Britain, sista avsnittet av Ett herrans liv med Sting, en liveshow med The Mighty Boosh  och som programledare sågs bland annat Russell Brand, Lenny Henry, Simon Pegg och Jonathan Ross. Man gjorde även en hybrid av Top of the Pops och Top Gear som kallades "Top Gear of the Pops" enbart för Red Nose Day. Där sjöng programledarna Jeremy Clarkson, Richard Hammond och James May med Justin Hawkins tidigare sångare i The Darkness och de presenterade Top Gear segment såsom "The Cool Wall".